# Stanisław Biliński (urzędnik)
Stanisław Biliński – polski c. k. urzędnik.
Posiadał tytuł c. k. sekretarza namiestnictwa oraz kierownika starostwa powiatu dobromilskiego.
W 1916 został odznaczony Krzyżem Kawalerskim Orderu Franciszka Józefa.